# Sorocea
Genre
Classification phylogénétique
Sorocea est un genre de plantes à fleurs de la famille des Moraceae regroupant environ 28 espèces exclusivement néotropicales.
Ce sont des arbres et arbrisseaux dioïques à inflorescences axillaires (chatons ou épis), unisexuées, à étamines courbes ou droites dans le bouton floral, anthère extrorse, ovaire supère, rarement infère, et à drupes jamais syncarpiques.
Ce genre a été décrit par Auguste de Saint-Hilaire en 1821. Cependant, les premiers noms d'espèces sont dus à Charles Gaudichaud-Beaupré en 1844. Ces espèces ne sont pourtant décrites qu'à partir de 1853 par Friedrich Anton Wilhelm Miquel qui propose en outre 4 autres espèces et deux variétés.
Les discussions sur ce genre et ses espèces se poursuivent encore actuellement. Par exemple, l'espèce type du genre, Sorocea bonplandii (Baillon) W.C.Burger et al. ne fut décrite sous ce nom qu'à partir de 1962. Auparavant, son nom était Pseudosorocea bonplandii Baillon.

## Liste d'espèces
- Sorocea affinis
- Sorocea bonplandii (Baillon) W.C.Burger et al.
- Sorocea briquetii
- Sorocea pubivena
- Sorocea steinbachii

## Synonymes au genre
- Balanostreblus Kurz
- Paraclarisia Ducke (ce genre est rabaissé au niveau de sous-genre des Sorocea)
- Pseudosorocea Baill.
- Trophisomia Rojas Acosta